# Dům Walter Scott
Dům Walter Scott v Karlových Varech se nachází v městské památkové zóně v ulici Pod Jelením skokem 18, č. p. 399. Byl postaven jako měšťanský dům ve stylu klasicismu na počátku 19. století.
Je prohlášen kulturní památkou, památkově chráněn je od 7. března 1991, rejstř. č. ÚSKP 30683/4-4531.

## Historie
Dům byl postaven jako řadová dvoupatrová budova počátkem 19. století.
V roce 1991 byl prohlášen kulturní památkou.
Objekt není využíván a chátrá. Ve snaze o jeho záchranu byl zařazen do Programu regenerace Městské památkové zóny Karlovy Vary na období let 2014–2024. V současnosti (únor 2021) je evidován jako objekt k bydlení ve vlastnictví společnosti Autototemm s. r. o.

## Popis
Jedná se o drobnější dvoupatrový dům ve stylu romantického historismu. Průčelí je čtyřosé, fasáda v přízemí je členěna horizontální bosáží. Patra s hladkou omítkou jsou od přízemní části oddělena dvojicí průběžných říms s nápisovou plochou pro označení domu. Okna se zachovanými klasicistními výplněmi jsou zasazena do profilovaných šambrán, v prvním patře s nadokenními římsami. Vnitřní prostor budovy je dvoutraktový s jednoramenným schodištěm. Na fasádě je umístěna pamětní deska připomínající pobyt lékaře Jeana de Carro.

## Zajímavosti

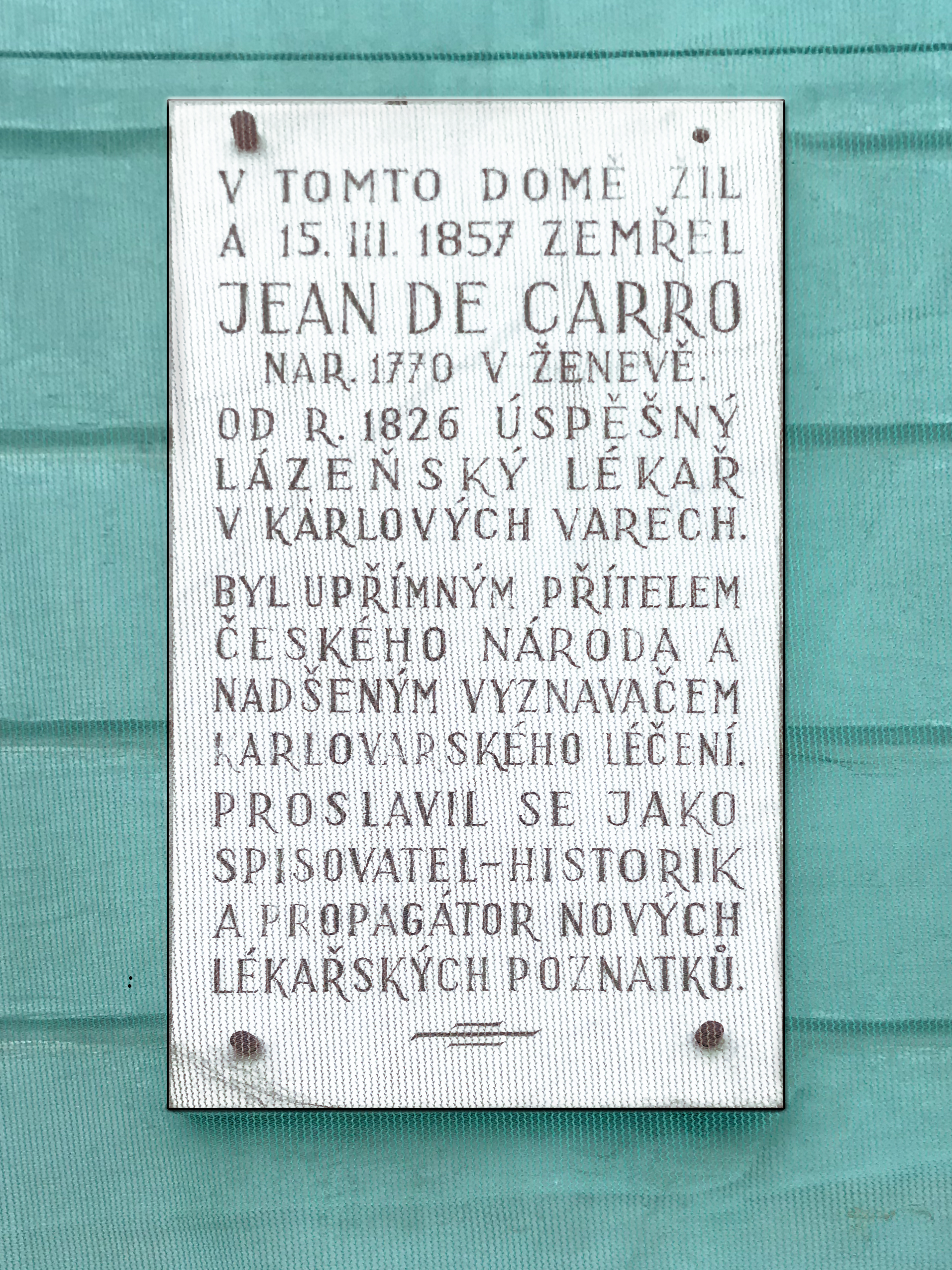
Pamětní deska na domě, kde Jean de Carro žil a zemřel

K domu se vážou dvě zajímavosti týkající se dvou významných karlovarských osobností:

### Jean de Carro
V domě Walter Scott žil a tvořil význačný lázeňský lékař, rodák ze Ženevy, Jean de Carro. Dne 15. března 1857 zde zemřel. Na tuto osobnost karlovarského lázeňství upozorňuje na průčelí umístěná pamětní deska následujícím textem:
V TOMTO DOMĚ ŽIL A 15. III. 1857 ZEMŘEL JEAN DE CARRO NAR. 1770 V ŽENEVĚ. OD R. 1826 ÚSPĚŠNÝ LÁZEŇSKÝ LÉKAŘ V KARLOVÝCH VARECH. BYL UPŘÍMNÝM PŘÍTELEM ČESKÉHO NÁRODA A NADŠENÝM VYZNAVAČEM KARLOVARSKÉHO LÉČENÍ. PROSLAVIL SE JAKO SPISOVATEL-HISTORIK A PROPAGÁTOR NOVÝCH LÉKAŘSKÝCH POZNATKŮ.

### Alfred Bayer
V roce 1859 se v domě Walter Scott narodil významný architekt a stavitel Alfred Bayer činný ve Vídni a Karlových Varech. V Karlových Varech patřil k předním tvůrčím osobnostem města. Byl autorem projektů i realizátorem výstavby významných nejen karlovarských budov.